# Eirenis kermanensis
Espèce
Eirenis kermanensis est une espèce de serpents de la famille des Colubridae.

## Répartition
Cette espèce est endémique de la province de Kerman en Iran.

## Étymologie
Son nom d'espèce, composé de kerman et du suffixe latin -ensis, « qui vit dans, qui habite », lui a été donné en référence au lieu de sa découverte, la province de Kerman.

## Publication originale
- Rajabizadeh, Schmidtler, Orlov & Soleimani, 2012 : Review of Taxonomy and Distribution of the Eirenis medus group (Chernov, 1940) (Ophidia: Colubridae) with Description of a New Species of the Genus Eirenis from Kerman Province, Southeastern Iran. Russian Journal of Herpetology, vol. 19, no 4, p. 307-313.